# Instrumentació
```

```

|  | Per a altres significats, vegeu «Instrumentació (desambiguació)». |

L'instrumentació, es una obra musical, que té l'art de distribuir el material sonor entre els diferents instruments. Fins al segle xix hi havia més llibertat, aleshores el compositors van començar a fixar més estrictament la tria d'instruments com a part de la creació: creen la música al mateix temps que ja li atorguen uns timbres concrets.
L'instrumentació també és el conjunt de tècniques que permeten portar a terme aquest procés. A través d'aquest procés i d'aquestes tècniques es decideixen els timbres i les mixtures tímbriques amb les quals sonarà aquesta música, decisió que tindrà una influència màxima en la càrrega expressiva d'una composició. L'orquestració és un forma particular de distribució dels instruments en un obra simfònica.